# Cuisles

Cuisles este o comună în departamentul Marne, Franța. În 2009 avea o populație de 138 de locuitori.